# Ruder-Europameisterschaften 2022

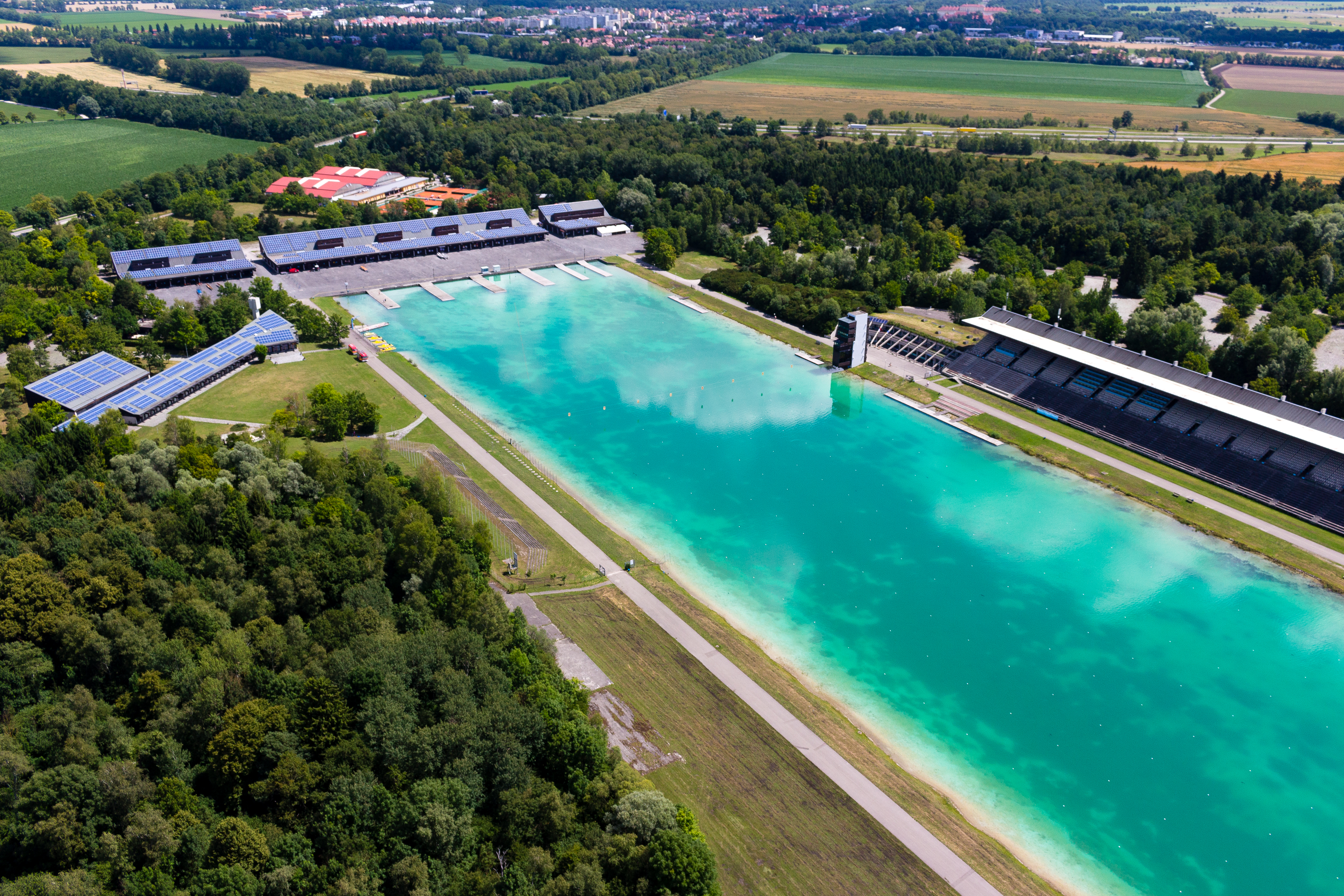
Luftbild der Regattastrecke Oberschleißheim

Die Ruder-Europameisterschaften 2022 wurden vom 11. bis 14. August 2022 in München auf der Regattastrecke Oberschleißheim unter dem Regelwerk des Weltruderverbandes (FISA) ausgetragen. Bei den Europameisterschaften wurden 24 Wettbewerbe ausgetragen, davon jeweils zehn für Männer und Frauen sowie vier für Pararuderer beider Geschlechter.
Die Europameisterschaften im Rudern waren Teil der 2. European Championships, bei denen neun Sportarten ihre Europameisterschaften zeitgleich in München ausgetragen haben. Die Wettbewerbe aller Sportarten bei den 2. European Championships fanden vom 11. bis 21. August 2022 statt.
Teilnahmeberechtigt war jeweils eine Mannschaft je Wettbewerbsklasse aus den 46 europäischen Mitgliedsverbänden des Weltruderverbandes (FISA). Eine Qualifikationsregatta fand nicht statt.
An den Wettbewerben im Rudern haben 553 Athletinnen und Athleten aus 33 Nationen teilgenommen.
Aufgrund fehlender Meldungen entfällt der Wettbewerb in der Bootsklasse Leichtgewichts-Zweier ohne Steuerfrau.

## Ergebnisse
Hier sind die Medaillengewinner aus den A-Finals aufgelistet. Diese wurden mit sechs Booten besetzt, die sich über Vor- und Hoffnungsläufe sowie Halbfinals für das Finale qualifizieren mussten. Die Streckenlänge betrug in allen Läufen 2000 Meter.

### Männer
| Bootsklasse                                  | Gold | Gold        | Silber | Silber                                                       | Bronze | Bronze                                                         |
| -------------------------------------------- | --- | ----------- | --- | ------------------------------------------------------------ | --- | -------------------------------------------------------------- |
| Einer (M1x)                                  | Niederlande Melvin Twellaar | 7:14,72 min | Griechenland Stefanos Douskos | 7:15,01 min                                                  | Bulgarien Kristian Wasiljew | 7:16,37 min                                                    |
| Leichtgewichts-Einer (LM1x)                  | Griechenland Antonios Papakonstantinou | 7:21,84 min | Italien Gabriel Soares | 7:24,21 min                                                  | Schweiz Andri Struzina | 7:31,23 min                                                    |
| Doppelzweier (M2x)                           | Kroatien Martin Sinković Valent Sinković | 6:35,93 min | Spanien Aleix García Pujolar Rodrigo Conde Romero | 6:38,46 min                                                  | Litauen Armandas Kelmelis Dovydas Nemeravičius | 6:42,11 min                                                    |
| Leichtgewichts-Doppelzweier (LM2x)           | Irland Fintan McCarthy Paul O’Donovan | 6:34,72 min | Italien Stefano Oppo Pietro Ruta | 6:38,40 min                                                  | Schweiz Jan Schäuble Raphaël Ahumada Ireland | 6:39,67 min                                                    |
| Doppelvierer (M4x)                           | Italien Nicolò Carucci Andrea Panizza Luca Chiumento Giacomo Gentili                                                                                      | 6:06,77 min | Polen Dominik Czaja Mateusz Biskup Mirosław Ziętarski Fabian Barański                                                                                              | 6:07,85 min                                                  | Rumänien Mihai Chiruță Ciprian Tudosă Ioan Prundeanu Marian Enache | 6:08,27 min                                                    |
| Leichtgewichts-Doppelvierer (LM4x)           | Italien Antonio Vicino Martino Goretti Niels Torre Patrick Rocek                                                                                          | 6:17,83 min | nur zwei Boote am Start, es wurde nur eine Medaille vergeben | nur zwei Boote am Start, es wurde nur eine Medaille vergeben | nur zwei Boote am Start, es wurde nur eine Medaille vergeben | nur zwei Boote am Start, es wurde nur eine Medaille vergeben   |
| Zweier ohne Steuermann (M2-)                 | Rumänien Marius-Vasile Cozmiuc Sergiu-Vasile Bejan | 6:44,28 min | Großbritannien Oliver Wynne-Griffith Thomas George | 6:46,52 min                                                  | Spanien Jaime Canalejo Pazos Javier García Ordóñez | 6:49,13 min                                                    |
| Leichtgewichts-Zweier ohne Steuermann (LM2-) | Ungarn Bence Szabó Kálmán Furkó | 7:17,04 min | Türkei Enes Yenipazarlı Bayram Sönmez | 7:25,55 min                                                  | nur drei Boote am Start, es wurden nur zwei Medaillen vergeben | nur drei Boote am Start, es wurden nur zwei Medaillen vergeben |
| Vierer ohne Steuermann (M4-)                 | Großbritannien William Stewart Samuel Nunn Matthew Aldridge Freddie Davidson                                                                              | 6:15,43 min | Niederlande Ralf Rienks Ruben Knab Sander de Graaf Rik Rienks | 6:17,69 min                                                  | Rumänien Mihăiță-Vasile Țigănescu Mugurel Vasile Semciuc Ștefan-Constantin Berariu Florin-Sorin Lehaci                                                                        | 6:19,49 min                                                    |
| Achter (M8+)                                 | Großbritannien Rory Gibbs Morgan Bolding David Bewicke-Copley Sholto Carnegie Charles Elwes Thomas Digby James Rudkin Thomas Ford Harry Brightmore (Stm.) | 5:49,67 min | Niederlande Niki van Sprang Lennart van Lierop Abe Wiersma Jacob van de Kerkhof Michiel Mantel Mick Makker Guus Mollee Guillaume Krommenhoek Dieuwke Fetter (Stf.) | 5:54,21 min                                                  | Italien Vincenzo Abbagnale Cesare Gabbia Emanuele Gaetani Liseo Matteo Lodo Marco Di Costanzo Matteo Castaldo Giuseppe Vicino Leonardo Pietra Caprina Enrico D’Aniello (Stm.) | 5:55,08 min                                                    |

### Frauen
| Bootsklasse                                  | Gold | Gold                             | Silber | Silber                                                       | Bronze | Bronze                                                       |
| -------------------------------------------- | --- | -------------------------------- | --- | ------------------------------------------------------------ | --- | ------------------------------------------------------------ |
| Einer (W1x)                                  | Niederlande Karolien Florijn | 8:01,43 min                      | Griechenland Evangelia Anastasiadou | 8:08,20 min                                                  | Deutschland Alexandra Föster | 8:09,86 min                                                  |
| Leichtgewichts-Einer (LW1x)                  | Rumänien Ionela-Livia Cozmiuc | 8:04,41 min                      | Griechenland Zoi Fitsiou | 8:09,21 min                                                  | Niederlande Martine Veldhuis | 8:10,20 min                                                  |
| Doppelzweier (W2x)                           | Rumänien Nicoleta-Ancuța Bodnar Simona Geanina Radiș | 7:14,85 min                      | Niederlande Roos de Jong Laila Youssifou | 7:21,84 min                                                  | Italien Kiri Tontodonati Stefania Gobbi | 7:23,04 min                                                  |
| Leichtgewichts-Doppelzweier (LW2x)           | Großbritannien Emily Craig Imogen Grant | 7:27,82 min                      | Frankreich Laura Tarantola Claire Bové | 7:33,33 min                                                  | Italien Valentina Rodini Federica Cesarini | 7:36,87 min                                                  |
| Doppelvierer (W4x)                           | Großbritannien Jessica Marie Leyden Lola Anderson Georgina Megan Brayshaw Lucy Glover                                                                                      | 6:49,21 min                      | Niederlande Nika Johanna Vos Tessa Dullemans Ilse Kolkman Bente Paulis                                                                                       | 6:52,52 min                                                  | Ukraine Daryna Werchohljad Natalija Dowhodko Kateryna Dudchenko Jewhenija Nimtschenko | 6:53,76 min                                                  |
| Leichtgewichts-Doppelvierer (LW4x)           | Italien Giulia Mignemi Paola Piazzolla Silvia Crosio Arianna Noseda | 6:58,48 min                      | nur zwei Boote am Start, es wurde nur eine Medaille vergeben                                                                                                 | nur zwei Boote am Start, es wurde nur eine Medaille vergeben | nur zwei Boote am Start, es wurde nur eine Medaille vergeben | nur zwei Boote am Start, es wurde nur eine Medaille vergeben |
| Zweier ohne Steuerfrau (W2-)                 | Rumänien Ioana Vrînceanu Denisa Tîlvescu | 7:34,41 min                      | Großbritannien Emily Ford Esme Booth | 7:36,20 min                                                  | Niederlande Ymkje Clevering Veronique Meester | 7:39,49 min                                                  |
| Leichtgewichts-Zweier ohne Steuerfrau (LW2-) | nur eine Meldung aus Deutschland | nur eine Meldung aus Deutschland | nur eine Meldung aus Deutschland | nur eine Meldung aus Deutschland                             | nur eine Meldung aus Deutschland | nur eine Meldung aus Deutschland                             |
| Vierer ohne Steuerfrau (W4-)                 | Großbritannien Heidi Long Rowan McKellar Samantha Redgrave Rebecca Shorten                                                                                                 | 6:50,92 min                      | Irland Natalie Long Aifric Keogh Tara Hanlon Eimear Lambe | 6:52,99 min                                                  | Rumänien Mădălina Bereș Iuliana Buhuș Maria-Magdalena Rusu Amalia Bereș | 6:53,83 min                                                  |
| Achter (W8+)                                 | Rumänien Maria-Magdalena Rusu Iuliana Buhuș Nicoleta-Ancuța Bodnar Denisa Tîlvescu Mădălina Bereș Amalia Bereș Ioana Vrînceanu Simona Geanina Radiș Adrian Munteanu (Stm.) | 6:26,38 min                      | Großbritannien Rebecca Edwards Lauren Irwin Emily Ford Esme Booth Samantha Redgrave Rebecca Shorten Rowan McKellar Heidi Long Morgan Baynham-Williams (Stf.) | 6:28,02 min                                                  | Niederlande Benthe Charlotte Gezineke Boonstra Laila Youssifou Hermijntje Drenth Marloes Oldenburg Roos de Jong Tinka Offereins Ymkje Clevering Veronique Meester Aniek van Veenen (Stf.) | 6:35,68 min                                                  |

### Para-Rudern
| Bootsklasse                                 | Gold                                                                                                | Gold         | Silber                                                                                         | Silber       | Bronze                                                                                  | Bronze       |
| ------------------------------------------- | --------------------------------------------------------------------------------------------------- | ------------ | ---------------------------------------------------------------------------------------------- | ------------ | --------------------------------------------------------------------------------------- | ------------ |
| PR1-Einer (PR1 M1x)                         | Italien Giacomo Perini                                                                              | 9:38,48 min  | Ukraine Roman Poljanskyj                                                                       | 9:46,44 min  | Großbritannien Benjamin Pritchard                                                       | 9:53,75 min  |
| PR1-Einer (PR1 W1x)                         | Norwegen Birgit Skarstein                                                                           | 10:59,89 min | Deutschland Manuela Diening                                                                    | 11:07,89 min | Ukraine Anna Scheremet                                                                  | 11:18,55 min |
| PR2-Doppelzweier Mixed (PR2 Mix2x)          | Ukraine Svitlana Bohuslavska Iaroslav Koiuda                                                        | 8:53,72 min  | Frankreich Perle Bouge Stephane Tardieu                                                        | 8:57,95 min  | Polen Jolanta Majka Michal Gadowski                                                     | 9:02,88 min  |
| PR3-Vierer mit Steuerfrau/-mann (PR3 Mix4+) | Großbritannien Francesca Allen Giedre Rakauskaite Edward Fuller Oliver Stanhope Erin Kennedy (Stf.) | 7:06,73 min  | Frankreich Erika Sauzeau Margot Boulet Jerome Hamelin Laurent Cadot Émilie Acquistapace (Stf.) | 7:26,06 min  | Deutschland Jan Helmich Susanne Lackner Kathrin Marchand Marc Lembeck Inga Thöne (Stf.) | 7:33,17 min  |

## Medaillenspiegel
| Platz | Land           | Gold | Silber | Bronze | Gesamt |
| ----- | -------------- | ---- | ------ | ------ | ------ |
| 1     | Großbritannien | 6    | 3      | 1      | 10     |
| 2     | Rumänien       | 5    | –      | 3      | 8      |
| 3     | Italien        | 4    | 2      | 3      | 9      |
| 4     | Niederlande    | 2    | 4      | 3      | 9      |
| 5     | Griechenland   | 1    | 3      | –      | 4      |
| 6     | Ukraine        | 1    | 1      | 2      | 4      |
| 7     | Irland         | 1    | 1      | –      | 2      |
| 8     | Kroatien       | 1    | –      | –      | 1      |
| 8     | Norwegen       | 1    | –      | –      | 1      |
| 8     | Ungarn         | 1    | –      | –      | 1      |
| 11    | Frankreich     | –    | 3      | –      | 3      |
| 12    | Deutschland    | –    | 1      | 2      | 3      |
| 13    | Polen          | –    | 1      | 1      | 2      |
| 13    | Spanien        | –    | 1      | 1      | 2      |
| 15    | Türkei         | –    | 1      | –      | 1      |
| 16    | Schweiz        | –    | –      | 2      | 2      |
| 17    | Bulgarien      | –    | –      | 1      | 1      |
| 17    | Litauen        | –    | –      | 1      | 1      |
| Summe | Summe          | 23   | 21     | 20     | 64     |